# Katayoun Khosrowyar

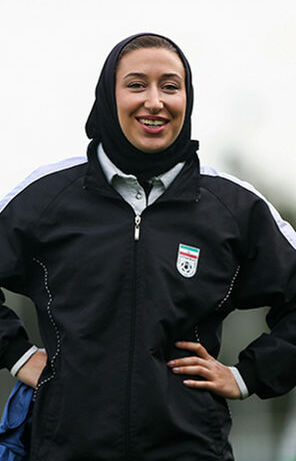
Katayoun Khosrowyar (2019)

Katahyunne Laudanne „Katayoun“ auch „Kat“ Khosrowyar (persisch کتایون خسرویار; geboren 19. September 1987 in Tulsa) ist eine US-amerikanisch-iranische Fußballtrainerin und ehemalige -spielerin.

## Berufliche und sportliche Laufbahn
Kat Khosrowyar ist die Tochter eines iranischen Vaters und einer amerikanischen Mutter; ihr Vater war Triathlet und Schwimmer. Sie spielte für den Tulsa Soccer Club, an der High School betrieb sie Fußball, Feldhockey und Leichtathletik. 2005, im Alter von 17 Jahren, entschied sie sich, in den Iran zu gehen, nachdem sie während eines Urlaubsaufenthalts dort die Zusage erhalten hatte, für die iranische Fußballnationalmannschaft spielen zu können. Zunächst sprach sie nur wenig Farsi. Bis zum Beginn ihres Engagements in Iran war es Frauen nur erlaubt, Futsal in Hallen zu spielen. Im Laufe von zehn Jahren trug Khorsrowyar dazu bei, die öffentliche Wahrnehmung des Sports zu verändern, so dass die Teilnehmerzahlen stiegen und ein nationales Frauenfußballprogramm ins Leben gerufen wurde, das auch Jugendmannschaften umfasste.
Im Jahr 2010 wurde Katayoun von der Asian Football Confederation (AFC) nominiert, um am „Project Future“ teilzunehmen, einem Trainerprogramm für ehemalige Nationalspielerinnen. Khosrowyar hat auch einen Master-Abschluss in Chemieingenieurwesen von der University of Birmingham im Vereinigten Königreich und einen zweiten Master-Abschluss in „Global Affairs“ von der Rice University.
Im Jahr 2011 war Khosrowyar Teil der von Prinz Ali bin al-Hussein von Jordanien geleiteten Kampagne „Let Us Play“, die dazu beitrug, ein „Hidschāb“-Verbot der FIFA zu kippen. Dies war entscheidend dafür, dass iranische Fußballspielerinnen weiterhin an FIFA-Wettbewerben teilnehmen konnten, nachdem sie in der zweiten Runde der vorolympischen Qualifikation gesperrt worden waren.
Nachdem Kat Khosrowyar 2013 ihre aktive Karriere beendet hatte, erhielt sie 2014 als erste iranische Frau eine FIFA/AFC-Trainerlizenz-A-Lizenz als Trainerin. Ihr Ziel sei, so sagte sie, „all meine Fähigkeiten, Fertigkeiten und Erfahrungen unter einen Hut zu bringen“. Bis 2019 baute sie den Mädchenfußball in Iran auf und trainierte die iranische U-19-Frauenfußballnationalmannschaft. Anschließend kehrte sie in die USA zurück, um Cheftrainer der OL Reign Academy zu werden.
Nachdem die Taliban im September 2021 die Teilnahme von Mädchen am Sport in Afghanistan verboten hatten, gehörte Khosrowyar zu einer Gruppe, die 26 Mitglieder der afghanischen weiblichen Jugendmannschaft und ihre Familien – rund 300 Menschen – dabei unterstützte, das Land zu verlassen.

## Ehrungen
2016 wurde Kat Khosrowyar als beste Trainer:in Irans ausgezeichnet, 2018 den „Women's Soccer United Coach Award“ 2018 gewonnen, der nach einer öffentlichen Abstimmung Trainern im Frauenfußball verliehen wird. Khosrowyar wurde neben Japans Cheftrainer Asako Takakura auch als bester Trainer Asiens 2019 nominiert.